# Papuagrion rectangulare
Papuagrion rectangulare – gatunek ważki z rodziny łątkowatych (Coenagrionidae).